# Přimda
Přimda es una localidad del distrito de Tachov en la región de Pilsen, República Checa, con una población estimada a principio del año 2018 de 1582 habitantes. 
Se encuentra ubicada al noroeste de la región, en la cuenca hidrográfica del río Mže —una de las fuentes del río Berounka—, y cerca de la frontera con la región de Karlovy Vary y el estado alemán de Baviera.

## Clima
| Parámetros climáticos promedio de Přimda | Parámetros climáticos promedio de Přimda | Parámetros climáticos promedio de Přimda | Parámetros climáticos promedio de Přimda | Parámetros climáticos promedio de Přimda | Parámetros climáticos promedio de Přimda | Parámetros climáticos promedio de Přimda | Parámetros climáticos promedio de Přimda | Parámetros climáticos promedio de Přimda | Parámetros climáticos promedio de Přimda | Parámetros climáticos promedio de Přimda | Parámetros climáticos promedio de Přimda | Parámetros climáticos promedio de Přimda | Parámetros climáticos promedio de Přimda |
| Mes                                      | Ene.                                     | Feb.                                     | Mar.                                     | Abr.                                     | May.                                     | Jun.                                     | Jul.                                     | Ago.                                     | Sep.                                     | Oct.                                     | Nov.                                     | Dic.                                     | Anual                                    |
| ---------------------------------------- | ---------------------------------------- | ---------------------------------------- | ---------------------------------------- | ---------------------------------------- | ---------------------------------------- | ---------------------------------------- | ---------------------------------------- | ---------------------------------------- | ---------------------------------------- | ---------------------------------------- | ---------------------------------------- | ---------------------------------------- | ---------------------------------------- |
| Temp. máx. abs. (°C)                     | 12.1                                     | 16.5                                     | 21.7                                     | 27.4                                     | 30.5                                     | 32.5                                     | 33.9                                     | 36.6                                     | 29.4                                     | 23.2                                     | 16.5                                     | 10.9                                     | 36.6                                     |
| Temp. máx. media (°C)                    | -0.6                                     | 1.3                                      | 5.9                                      | 12.1                                     | 16.5                                     | 19.9                                     | 21.7                                     | 21.6                                     | 16.1                                     | 10.0                                     | 3.6                                      | -0.1                                     | 10.7                                     |
| Temp. media (°C)                         | −2.3                                     | −1.2                                     | 2.6                                      | 7.7                                      | 12.0                                     | 15.3                                     | 17.2                                     | 17.1                                     | 12.4                                     | 7.3                                      | 1.9                                      | -1.5                                     | 7.4                                      |
| Temp. mín. media (°C)                    | −3.9                                     | −3.5                                     | −0.6                                     | 3.4                                      | 7.5                                      | 10.8                                     | 12.7                                     | 12.7                                     | 8.8                                      | 4.6                                      | 0.4                                      | −2.9                                     | 4.2                                      |
| Temp. mín. abs. (°C)                     | -26.3                                    | -20.1                                    | -15.9                                    | -8.5                                     | -2.0                                     | 1.3                                      | 4.7                                      | 3.4                                      | 0.2                                      | -7.1                                     | -13.3                                    | -20.4                                    | -26.3                                    |
| Precipitación total (mm)                 | 58.1                                     | 45.5                                     | 50.3                                     | 41.4                                     | 62.3                                     | 74.5                                     | 79.2                                     | 76.5                                     | 62.2                                     | 55.8                                     | 54.0                                     | 64.0                                     | 723.9                                    |
| Días de lluvias (≥ 1 mm)                 | 11.3                                     | 9.0                                      | 10.3                                     | 8.2                                      | 11.0                                     | 11.0                                     | 11.8                                     | 10.2                                     | 9.1                                      | 10.6                                     | 10.7                                     | 12.4                                     | 125.6                                    |
| Fuente:                                  |                                          |                                          |                                          |                                          |                                          |                                          |                                          |                                          |                                          |                                          |                                          |                                          |                                          |